# Standard Gas Electric Power Company
Standard Gas Electric Power Company war ein US-amerikanischer Hersteller von Automobilen.

## Unternehmensgeschichte
Das Unternehmen wurde 1909 in Philadelphia in Pennsylvania gegründet. Samuel S. Eveland leitete es. Die Produktion von Automobilen lief von 1909 bis 1910. Der Markenname lautete Standard GE.

## Fahrzeuge
Die Fahrzeuge hatten einen Vierzylindermotor. 101,6 mm Bohrung und 114,3 mm Hub ergaben 3707 cm³ Hubraum. Der Motor leistete 28 PS. Er trieb über ein Dreiganggetriebe und eine Kardanwelle die Hinterachse an. Das Fahrgestell hatte 290 cm Radstand. Zur Wahl standen ein offener Tourenwagen für 1700 US-Dollar und eine Limousine für 1750 Dollar.
Ungewöhnlich war die Bedienung des Getriebes per Drucktasten über Elektrik. Außerdem hatten die Fahrzeuge einen elektrischen Anlasser.

## Übersicht über Pkw-Marken aus den USA, die mitStandardbeginnen
| Marke       | Hersteller                                   | Vermarktungsbeginn | Vermarktungsende | Ort, Bundesstaat           |
| ----------- | -------------------------------------------- | ------------------ | ---------------- | -------------------------- |
| Standard    | Boston Automobile Company                    | 1900               | 1900             | Bar Harbor, Maine          |
| Standard    | Standard Motor Vehicle Company (New Jersey)  | 1900               | 1901             | Camden, New Jersey         |
| Standard    | Standard Motor Vehicle Company (Kalifornien) | 1901               | 1902             | Oakland, Kalifornien       |
| Standard    | Standard Motor Construction Company          | 1904               | 1905             | Jersey City, New Jersey    |
| Standard    | St. Louis Car Company                        | 1910               | 1911             | St. Louis, Missouri        |
| Standard    | Standard Car Manufacturing Company           | 1911               | 1915             | Jackson, Michigan          |
| Standard    | Standard Engineering Company                 | 1914               | 1914             | Chicago, Illinois          |
| Standard    | Standard Steel Car Company                   | 1914               | 1923             | Butler, Pennsylvania       |
| Standard GE | Standard Gas Electric Power Company          | 1909               | 1910             | Philadelphia, Pennsylvania |